# Первая книга Царств
Первая книга Царств — в православии название первой из Четырех книг Царств. Часть еврейской Библии (Танаха) и Ветхого Завета. В иудаизме, католицизме и протестантизме именуется «Первой книгой Самуила», первая из двух частей «Книги Самуила» («Шмуэль»).

## Состав
| Православие  | Иудаизм, западная христианская традиция | Православие            |
| ------------ | --------------------------------------- | ---------------------- |
| Книги Царств | Книга Самуила                           | Первая книга Царств    |
| Книги Царств | Книга Самуила                           | Вторая книга Царств    |
| Книги Царств | Книга Царей                             | Третья книга Царств    |
| Книги Царств | Книга Царей                             | Четвертая книга Царств |

Состоит из 31 главы. Согласно традиции, книга начата пророком Самуилом (первые 24 главы), а после его смерти продолжена пророками Нафаном и Гадом. Книга охватывает 110 лет и излагает события, произошедшие при первосвященнике Илии, пророке Самуиле и царе Сауле до его смерти.

## Содержание

### История Самуила
- Елкана — отец Самуила, и его две жены, включая мать пророка Анну. Бесплодная Анна молится о ребёнке, и Илия принимает её за пьяную, но потом благословляет. Согласно обету подросшего Самуила отдают в Храм.
- Неблагочестивые сыновья Илии. Явление вестника Божьего Илии с предсказанием наказания. Явление Господа юному Илии c предсказанием.
- Битва с филистимлянами при Афике. Гибель сыновей Илии. Смерть Илия. Рождение внука Илии Ихавода.
- Филистимский плен Ковчега. Статуя Дагона постоянно падает рядом с Ковчегом и разбивается. Чума в Ашдоде от Ковчега.
- Испуганные филистимляне возвращают Ковчег с дарами. Он передается в город Кириаф-Иарим, где новый священник, Елеазар назначается охранять Ковчег в течение двадцати лет.
- Филистимляне нападают, Самуил взывает к Богу, филистимляне решительно разбиты, и израильтяне возвращают себе утраченную территорию. Самуил устанавливает Эбен-Эзер («Камень помощи») в память о битве и занимает свое место судьи Израиля.

### Самуил ставит Саула царем
- Самуил назначает своих сыновей Иоиля и Авию судьями, но те оказываются испорченными. Старейшины просят поставить над народом царя. Бог повелевает Самуилу исполнить желание народа, несмотря на его опасения
- Самуил помазывает юного Саула во время попытки Саула найти потерянных ослов его отца. Самуил и Саул разговаривают ночью на крыше дома, Самуил предсказывает будущее. Саул возвращается домой, видит знамения, начинает пророчествовать. Самуил публично объявляет его царем.
- Нахаш из Аммона осаждает Иавис Галаадский и требует, чтобы у всех в городе был выколот правый глаз в рамках мирного договора. Саул слышит о ситуации, собирает армию в 330 000 человек и побеждает.
- Самуил предостерегает народ о конце эпохи судей. Упрекает народ из-за их желания царя и предостерегает от идолопоклонства.

### Раннее царствование Саула
- Саул побеждает в битвах и не слушается указаний Господа. Филистимляне убивают израильских кузнецов, чтобы у тех не было оружия. Царевич Ионафан совершает вылазку, нарушает запрет Саула не есть и вкушает немного меда, за что должен быть убит. Но народ спасает его.
- Многочисленные победы Саула.
- Однако Саул не подчиняется Божьему указанию, он щадит Агага , правителя амаликитян, и лучшую часть стад амаликитян, чтобы представить их в качестве жертвоприношения. Самуил упрекает Саула и говорит ему, что теперь Бог избрал другого человека, чтобы он стал царем Израиля. Затем Самуил убивает Агага.

### Давид и Саул
- По слову Божьему Самуил отправляется в Вифлеем, чтобы выбрать царя из одного из сыновей Иессея. Так он помазывает Давида.
- Молодой Давид начинает работать при царском дворе арфистом и оруженосцем, своей музыкой он успокаивает Саула.
- Давид и Голиаф
- Дружба Давида с Ионофаном
- Саул в гневе бросает в Давида копье
- Давид влюблен в младшую царевну Мелхолу и хочет жениться на ней. Саул просит 100 крайних плотей филистимлян в виде приданого. Давид приносит 200. Саул продолжает хотеть его убить, но Ионофан отговаривает его. Мелхола помогает Давиду бежать через окно
- Ионафан пытается помирить отца и друга, но безуспешно
- Давид скитается по землям врагов
- Аэндорская волшебница (1Цар. 28:3)
- Битва при Гильбоа. Смерть Саула (1Цар. 28:4-29:1)
- Погребение Саула (1Цар. 31:10—13)

## Переводы на русский
- Максимович И. П., до 1861[3]
- Архимандрит Макарий, 1860—1867[4]
- Синодальный перевод, 1876[5]
- Российское библейское общество (Перевод М. Г. Селезнева, В. Ю. Вдовикова, А. Э. Графова, А. С. Десницкого, Л. Е. Когана, Л. В. Маневича, Е. Б. Рашковского, Е. Б. Смагиной, С. В. Тищенко, Я. Д. Эйделькинда, В. Н. Кузнецовой), 1996—2010[6]
- Л. Ф. Максимов (Арье Ольман), Алина Позина, 2006[7]
- М. Л. Ковсан, 2014[8]